# Cholga (oblast de Kirov)
 (juin 2024).
Cholga (en russe : Шолга) est un village du raïon de Podossinovets de l'oblast de Kirov en Russie européenne. Sa population s'élevait à 122 habitants au recensement de 2010.

## Géographie
Cholga est située dans l'oblast de Kirov, un sujet de la Russie, dans le district fédéral de la Volga. Le village se trouve dans le raïon de Podossinovets, un raïon du centre de l'oblast,. 
Cholga, comme tout l'oblast de Kirov, est située dans le fuseau horaire MSK (heure de Moscou). Le décalage horaire appliqué par rapport au temps universel coordonné est +03:00.

## Démographie
Recensements (*) et estimations de la population,:
| 2002 * | 2010* | - | - |
| ------ | ----- | - | - |
| 263    | 122   | - | - |

## Culture locale et patrimoine
Le village possède l'église de Bogorodskaïa (1860), qui est classée comme monument d'urbanisme et d'architecture de l'oblast, et l'église de la Trinité (1782), qui est classée comme objet patrimonial culturel de Russie d'importance régionale sous le no 431710864850005 depuis 1983.